# Superlucina megameris
Superlucina megameris ist eine ausgestorbene Muschel-Art aus der Familie der Mondmuscheln (Lucinidae). Sie wurde auf Jamaika in Schichten eozänen Alters gefunden. Es ist die Typusart und einzige Art der Gattung Superlucina Taylor & Glover, 2009. Superlucina megameris ist außerdem mit 31 cm Höhe die größte bisher gefundene Art der Mondmuscheln.

## Merkmale
Das gleichklappige, im Umriss eiförmige Gehäuse erreicht eine Höhe von über 31 cm, und eine Länge von 28 cm (das Exemplar war allerdings in der Länge unvollständig). Die Höhe ist im Verhältnis von 1,06 bis 1,1 größer als die Länge. Im Querschnitt bzw. in der Dicke misst das Gehäuse 8,6 cm. Der schmale, hintere Dorsalrand fällt steil ab und wird durch einen radialen Kiel begrenzt, der zum hinteren Ende des Ventralrandes zieht. Der vordere Dorsalrand ist nahezu gerade, fällt flacher ab, und ist nur schwach durch einen schwachen Kiel abgesetzt. Die Wirbel sind schmal, aber kräftig ausgebildet. Eine ausgeprägte Lunula ist nicht ausgebildet, allerdings ist vor den Wirbeln eine lanzettförmige Grube vorhanden. Dagegen ist die Area ist breit und eingetieft, und durch erhabene Lamellen begrenzt. Das große Ligament liegt extern und hinter den Wirbeln. Das Schloss ist ohne Zähne. Der vordere Schließmuskel ist außerordentlich lang, schmal und gebogen. Er verläuft parallel zum Mantelrand, ist aber über 90 % des Verlaufs ist er vom Mantelrand getrennt. Das hintere Ende befindet sich hinter der Mittellinie des Gehäuses. Das vordere Ende ist leicht verbreitert. Der hintere Schließmuskel ist groß und unregelmäßig dreieckig im Querschnitt. Die Mantellinie ist vollständig mit zahlreichen, lobenförmigen Vorsprüngen. Der Streifen innen entlang der Mantellinie zeigt kreisförmigen Narben, die von der Anheftung des Mantels stammen.
Die Schale ist beim größten Exemplar am Gehäuserand etwa 3 mm, nahe dem hinteren Schließmuskel sogar 13 mm dick. In der Gehäusemitte beträgt die Schalendicke 5 mm. Die Ornamentierung besteht aus niedrigen, aufgerauten, randparallelen Lamellen mit Anwachsstreifen. Außen ist keine radialen Elemente vorhanden. aber bei juvenilen Exemplare sind feine radiale Streifen vorhanden. Der Gehäuserand außen an der Mantellinie ist im Wesentlichen glatt, mit einigen feinen radialen Gruben. Im hinteren Gehäuseteil markiert ein schräg verlaufen Wulst und eine Grube ventral unterhalb des hinteren Schließmuskels die Position der hinteren Öffnung im Mantel.

## Geographische Verbreitung, geologisches Alter und Lebensraum
Der Holotyp stammt von Jamaika. Die Art ist aber auch aus anderen Lokalitäten des Golfs von Mexiko und der Karibik nachgewiesen: der obereocänen Ceru di Cueba-Formation von Curaçao, dem Lezard Limestone Member (Mittleres Eozän) von Saint-Barthélemy, Kleine Antillen, dem Obereozän der Dominikanischen Republik und der obereozänen Gatuncillo-Formation von Panama sowie der obereozänen Moodys Branch-Formation von Florida (USA).
An einer Lokalität in Jamaika (Claremont) wurden zahlreiche Exemplare von Superlucina megameris in Lebensstellung gefunden. Die beiden Klappen waren noch miteinander verbunden und steckten senkrecht mit dem Hinterende nach unten im Sedimentgestein.

## Taxonomie
Das Taxon wurde 1901 von William Healey Dall als Lucina megameris erstmals beschrieben. Es ist die Typusart und einzige Art der Gattung Superlucina Taylor & Glover, 2009.

## Belege